# Gerson Oratmangoen
 (février 2019).
Si vous disposez d'ouvrages ou d'articles de référence ou si vous connaissez des sites web de qualité traitant du thème abordé ici, merci de compléter l'article en donnant les références utiles à sa vérifiabilité et en les liant à la section « Notes et références ».
Gerson Oratmangoen, né le 30 juillet 1983 à Nistelrode,,, est un acteur, réalisateur et scénariste néerlandais, d'origine indonésienne.

## Filmographie

### Téléfilms
- 2008 : Onderweg naar Morgen : Lucas
- 2011 : Seinpost Den Haag (nl) : Ronnie
- 2011 : Stuk (nl) : le barman
- 2014 : StartUp (nl) : Wiki Sopacua
- 2015 : Schaep Ahoy (nl) : Rocky
- 2015 : Flikken Maastricht : Anthony Perreira
- 2015 : Overspel (nl) : l'enquêteur
- 2015 : 't Schaep met de 5 pooten : Rocky

### Cinéma
- 2008 : Wijster : Treinkaper Noes
- 2009 : De Punt : Koen
- 2010 : Schemer (nl) : Rico
- 2012 : Verbonden : Jim Savvas
- 2012 : Draagmoeder (film) : Miguel Alvarez
- 2012 : Rauw (nl) : Stevie
- 2013 : Bobby en de geestenjagers (nl) : Nick
- 2014 : 2/11 Het spel van de wolf (nl) : Ronnie
- 2019 : Le Chardonneret (film) : l'homme indonésien

### Réalisateur et scénariste
- 2012 : Rauw (nl)
- 2014 : Capsule
- 2016 : The Pain Body